# Morti nel 1337
| Questa pagina contiene informazioni ricavate automaticamente dalle voci biografiche con l'ausilio del template Bio e di un bot. L'aggiornamento è periodico e automatico e ricostruisce completamente la pagina. Se manca una persona in questa lista, sei pregato di non aggiungerla, ma accertati piuttosto che la sua voce biografica contenga il template Bio e che i dati anagrafici siano correttamente compilati. Se il template Bio manca, inseriscilo tu stesso o, in alternativa, metti l'avviso {{tmp\|Bio}} che ne segnala la mancanza. Se i dati riportati sono sbagliati, correggi direttamente la voce biografica; le modifiche saranno visibili in questa lista entro pochi giorni. Per chiarimenti vedi il progetto biografie. La lista contiene solo le 16 persone che sono citate nell'enciclopedia e per le quali è stato implementato correttamente il template Bio. Pagina aggiornata al 19 ott 2024. |

- 3 gennaio - Bindo Bonichi, religioso e poeta italiano (n. 1260)
- 8 gennaio - Giotto, pittore e architetto italiano (n. 1267)
- 7 giugno - Guglielmo I di Hainaut, nobile francese (n. 1286)
- 7 giugno - Gwenllian ferch Llywelyn, nobile gallese (n. 1282)
- 15 giugno - Angelo Clareno, religioso italiano
- 25 giugno - Federico III di Sicilia, sovrano
- 30 giugno - Eleonora di Clare, nobile britannica (n. 1292)
- 8 agosto - Pietro de' Rossi, condottiero italiano (n. 1303)
- 16 agosto - Marsilio de' Rossi, condottiero italiano (n. 1287)
- 27 agosto - Giovanni II di Werle, principe
- Abu Tashfin Abd al-Rahman I, sovrano
- Accurso di Cremona, scrittore italiano
- Filippo III di Namur, marchese (n. 1319)
- Biaquino VII da Camino, nobile italiano
- Musa I del Mali, imperatore maliano (n. 1280)
- Amelio di Lautrec, vescovo cattolico francese